# Fernand Canteloube
Fernand Canteloube (ur. 3 sierpnia 1900 w Aubervilliers, zm. 16 lipca 1976 w Créteil) – francuski kolarz szosowy, dwukrotny medalista olimpijski.

## Kariera
Największe sukcesy w karierze Fernand Canteloube osiągał w 1920 roku, kiedy zdobył dwa medale podczas igrzysk olimpijskich w Antwerpii. W drużynowej jeździe na czas Francuzi w składzie: Achille Souchard, Fernand Canteloube, Georges Detreille i Marcel Gobillot zwyciężyli, wyprzedzając Szwedów oraz Belgów. W rywalizacji indywidualnej Canteloube był trzeci, przegrywając tylko z Harrym Stenqvistem ze Szwecji i Henrym Kaltenbrunnem ze Związku Południowej Afryki. W rzeczywistości najszybciej do mety dojechał Kaltenbrunn, Canteloube był drugi a Stenqvist trzeci, jednak po korekcie czasu (wynikającej z trudności na trasie) Stenqvista przesunięto na pierwsze miejsce. Poza igrzyskami jego największe sukcesy to zwycięstwo we francuskim Polymultipliée w 1922 roku oraz wygrana w drugim etapie hiszpańskiego wyścigu Santander-Madryt w 1923 roku. Nigdy jednak nie zdobył medalu na szosowych mistrzostwach świata.